# فريموندي
فريموندي هي أبرشية في بلدية باكوس دي فيريرا، يبلغ عدد سكانها 7789 في عام 2011، تبلغ مساحتها 5.15 كيلو مربع.

## أعلام
- خواكيم سانتانا سيلفا
- لويس بيدرو غوميز مارتينز
- فيتورينو أنتونيس